# Liste der Kulturdenkmäler in Steinbach (Burghaun)
Die folgende Liste enthält die in der Denkmaltopographie ausgewiesenen Kulturdenkmäler auf dem Gebiet des Ortsteils Steinbach der Gemeinde Burghaun, Landkreis Fulda, Hessen.
Hinweis: Die Reihenfolge der Denkmäler in dieser Liste orientiert sich an der Anschrift, alternativ ist sie auch nach der Bezeichnung, der vom Landesamt für Denkmalpflege vergebenen Nummer oder der Bauzeit sortierbar.
Kulturdenkmäler werden fortlaufend im Denkmalverzeichnis des Landes Hessen durch das Landesamt für Denkmalpflege Hessen auf Basis des Hessischen Denkmalschutzgesetzes (HDSchG) geführt. Die Schutzwürdigkeit eines Kulturdenkmals hängt nicht von der Eintragung in das Denkmalverzeichnis des Landes Hessen oder der Veröffentlichung in der Denkmaltopographie ab.

Das Vorhandensein oder Fehlen eines Objekts in dieser Liste ist keine rechtsverbindliche Auskunft darüber, ob es Kulturdenkmal ist oder nicht: Diese Liste entspricht möglicherweise nicht dem aktuellen Stand der offiziellen Denkmaltopographie. Diese ist für Hessen in den entsprechenden Bänden der Denkmaltopographie Bundesrepublik Deutschland und im Internet unter DenkXweb – Kulturdenkmäler in Hessen einsehbar. Auch diese Quellen sind, obwohl sie durch das Landesamt für Denkmalpflege Hessen aktualisiert werden, nicht immer aktuell, da es im Denkmalbestand immer wieder Änderungen gibt.
Eine verbindliche Auskunft erteilt allein das Landesamt für Denkmalpflege Hessen.
Nutze diese Kartenansicht, um Koordinaten in der Liste zu setzen. In dieser Kartenansicht sind Kulturdenkmale ohne Koordinaten mit einem roten bzw. orangen Marker dargestellt und können in der Karte gesetzt werden. Kulturdenkmale ohne Bild sind mit einem blauen bzw. roten Marker gekennzeichnet, Kulturdenkmale mit Bild mit einem grünen bzw. orangen Marker.
| Bild                            | Bezeichnung        | Lage                                               | Beschreibung | Bauzeit                         | Objekt-Nr. |
| ------------------------------- | ------------------ | -------------------------------------------------- | ------------ | ------------------------------- | ---------- |
| weitere Bilder                  | Fachwerkhaus       | Althöfer Weg 1 LageFlur: 6, Flurstück: 60          |              | 1801                            | 37167 DDB  |
| Bild gesucht BW                 | Fachwerkhaus       | Am Hausgarten 3 LageFlur: 6, Flurstück: 96/2       |              | 1806                            | 37179 DDB  |
| weitere Bilder                  | Fachwerkhaus       | Dorfstraße 1 LageFlur: 6, Flurstück: 82/1          |              | 1781                            | 37170 DDB  |
| weitere Bilder                  | Katholische Kirche | Dorfstraße 9 LageFlur: 6, Flurstück: 73            |              | 1921                            | 37171 DDB  |
| Heiligenhäuschen                | Heiligenhäuschen   | Hünfelder Straße LageFlur: 6, Flurstück: 183/4     |              | 1776, Erneuerung 1893           | 37169 DDB  |
| weitere Bilder                  | Hofreite           | Hünfelder Straße 3 LageFlur: 6, Flurstück: 146/1   |              | 1778 (Sockelinschrift)          | 37172 DDB  |
| Bild gesucht BW                 | Wegekreuz          | Im Plätzerfeld LageFlur: 8, Flurstück: 45          |              | 1843                            | 37185 DDB  |
| Bild gesucht BW                 | Bildstock          | Königstraße 21 LageFlur: 5, Flurstück: 121/1       |              | 1724 bezeichnet                 | 37175 DDB  |
| Bild gesucht BW                 | Fachwerkhaus       | Kreuzgasse 3 LageFlur: 6, Flurstück: 49            |              | Um 1800                         | 37176 DDB  |
| Bild gesucht BW                 | Bildstock          | Mittelstraße LageFlur: 5, Flurstück: 14/5          |              | 1737 bezeichnet                 | 37174 DDB  |
| Bild gesucht BW                 | Mühle              | Mühlgasse 1 LageFlur: 6, Flurstück: 156            |              | Vermutlich noch 18. Jahrhundert | 37177 DDB  |
| Friedhof mit dem Friedhofskreuz | Friedhofskreuz     | Raiffeisenstraße LageFlur: 6, Flurstück: 114/3     |              | 1866                            | 37181 DDB  |
| Bild gesucht BW                 | Fachwerkhaus       | Raiffeisenstraße 4 LageFlur: 6, Flurstück: 97/3    |              | Um 1800                         | 37178 DDB  |
| Bild gesucht BW                 | Ehemaliger Bahnhof | Raiffeisenstraße 17 LageFlur: 6, Flurstück: 187/16 |              | 1906                            | 641386 DDB |
| Bild gesucht BW                 | Marienbildsäule    | Stoppeler Straße 9 LageFlur: 5, Flurstück: 110/1   |              | Um 1900                         | 37180 DDB  |
| Heiligenhäuschen                | Heiligenhäuschen   | Über der Mühlgasse LageFlur: 10, Flurstück: 75/1   |              | 1874                            | 37183 DDB  |
| Bild gesucht BW                 | Friedhofskreuz     | Über der Mühlgasse LageFlur: 10, Flurstück: 75/1   |              | Um 1850                         | 37182 DDB  |